# Hebi
|  | No s'ha de confondre amb la província de Hebei. |

Hebi (xinès simplificat: 鹤壁; xinès tradicional: 鶴壁; pinyin: Hèbì [xɤ̂.pî]; postal: Hopi) és una ciutat a nivell de prefectura al nord de la província de Henan, a la República Popular de la Xina. Situada en un terreny muntanyós a la vora de l'altiplà de Shanxi, Hebi es troba a uns 40 km al sud d'Anyang, 64 km al nord-est de Xinxiang i 105 km al nord de Kaifeng.
Segons el cens de 2020, la seva població era d'1.565.973 habitants i, segons l'estimació de 2018, 574.000 persones vivien a l'àrea urbanitzada (o metropolitana) formada pel districte de Qibin i el comtat de Qi, en gran part conurbats. Els districtes de Shancheng i de Heshan són, de moment, part d'una altra zona urbanitzada de 372.600 habitants propera a Anyang.
A Hebi hi ha diverses mines de carbó. La ciutat també alberga la Nova Àrea de Hebi, una zona de desenvolupament econòmic.

## Etimologia
El nom de "Hebi" apareix per primera vegada al llibre "Història de Jin". Es creu que durant l'antiguitat, les grues descansarien als penya-segats de les muntanyes del sud. La muntanya del sud es va anomenar llavors 鹤山 (HeShan), on 鹤 significa grua. El poble prop de la muntanya del sud es va anomenar llavors 鹤壁 (Hebi), que literalment es tradueix com "Grues descansant sobre els penya-segats").

## Història
L'any 1992 el govern de Hebi va establir la Zona de Desenvolupament Econòmic de Qibin a la frontera del comtats de Qi i Jun al sud-est. A mesura que la Zona de Desenvolupament Econòmic de Qibin s'expandeix, el centre polític de la ciutat es va traslladar al districte de Qibin (maig de 1999). El districte de Qibin és ara el nou centre polític i econòmic de la ciutat de Hebi.

## Administració
La ciutat-prefectura de Hebi està administrada en 3 districtes i 2 comtats:
- Districte de Qibin (淇滨区)
- Districte de Shancheng (山城区)
- Districte de Heshan (鹤山区)
- Comtat de Xun (浚县)
- Comtat de Qi (淇县)

| Mapa de Hebi                                          |
| ----------------------------------------------------- |
| Heshan Shancheng Qibin Comtat · de Xun Comtat · de Qi |